# كسوف الشمس في 10 يونيو 2021
هو كسوف حلقي للشمس حدث في 10 يونيو 2021.  يحدث كسوف الشمس عندما يمر القمر بين الأرض و‌الشمس، وبالتالي يحجب صورة الشمس كليًا أو جزئيًا من المشاهدة على سطح الأرض. يحدث الكسوف الحلقي الشمسي عندما يكون قطر القمر أصغر من قطر الشمس، مما يحجب معظم ضوء الشمس ويجعل الشمس تبدو مثل الحلقة. يظهر الكسوف الحلقي كسوف جزئي على مساحة من الأرض بعرض آلاف الكيلومترات. هذا الكسوف غير عادي حيث أن مسار الكسوف الحلقي سينتقل إلى الشمال الشرقي (45 درجة)، ثم الشمال (0 درجة)، الشمال الغربي (315 درجة)، الغرب (270 درجة)، الجنوب الغربي (225 درجة)، جنوبًا (180 درجة)، وأخيرًا جنوب شرق (135 درجة) عبر القطب الشمالي، بينما تتحرك معظم مسارات الكسوف من الغرب إلى الشرق. هذا الانعكاس ممكن فقط في المناطق القطبية. هذا الكسوف ملحوظ أيضًا لحقيقة أن مسار الحلقية سيمر فوق القطب الشمالي.
```
الكسوف مرئيًا في شمال 
كندا
، وفي 
جرينلاند
 وفي شمال شرق 
الشرق الأقصى الروسي
، في شمال شرق 
الولايات المتحدة
 وكندا، كسوف الشمس جزئيًا عند شروق الشمس، والذي س بين الساعة 5 و 6 صباحًا. (بتوقيت شرق الولايات المتحدة)
```